# Eriopus flexicaulis
Eriopus flexicaulis là một loài Rêu trong họ Hookeriaceae. Loài này được (Hampe) Paris mô tả khoa học đầu tiên năm 1896.